# Kumari Jayawardena
 (novembre 2020).
Si vous disposez d'ouvrages ou d'articles de référence ou si vous connaissez des sites web de qualité traitant du thème abordé ici, merci de compléter l'article en donnant les références utiles à sa vérifiabilité et en les liant à la section « Notes et références ».
Kumari Jayawardena (en cinghalais : කුමාරි ජයවර්ධන), née en 1931 à Colombo, est une militante féministe et universitaire du Sri Lanka. 
Son travail Third-world feminism conceptualise les philosophies féministes comme indigènes et uniques aux sociétés et nations non occidentales plutôt que comme des ramifications du féminisme occidental. Elle a enseigné à l'université de Colombo et à l'Institut international d'études sociales.
Dans les années 1980, Jayawardena a publié Feminism and Nationalism in the Third World, qui est devenu un ouvrage classique sur les mouvements de femmes non occidentaux. Elle a publié d'autres livres, dont The White Woman's Other Burden, et écrit de nombreux articles. Elle a fondé l'Association des scientifiques sociaux dans les années 1970 et joue un rôle actif dans les mouvements de défense des droits civiques sri-lankais.

## Biographie

### Jeunesse
Jayawardena est né à Colombo en 1931, d'un père cinghalais et d'une mère britannique. Elle a étudié au Ladies College de Colombo et a obtenu un BA en économie à la London School of Economics (LSE) entre 1952 et 1955. Elle a obtenu le Certificat d'études politiques de l'Institut d'études politiques de Paris en 1956. Avocate en 1958, elle a obtenu un doctorat de la LSE en 1964 pour sa thèse sur les relations industrielles.

### Carrière
De 1969 à 1985, Jayawardena a enseigné les sciences politiques à l'Université de Colombo. Elle a également enseigné un cours sur les femmes et le développement en tant que chercheuse invitée à l'Institut international d'études sociales de La Haye. Dans les années 1980, alors qu'elle voyageait entre Bruxelles (où elle vivait) et La Haye (où elle enseignait), Jayawardena a écrit ce qui allait devenir le féminisme et le nationalisme dans le tiers monde. Il s'agit d'un guide des mouvements de femmes en Chine, en Égypte, en Iran, en Inde, en Indonésie, au Japon, en Corée, aux Philippines, au Sri Lanka, en Turquie et au Vietnam. Jayawardena voulait combler le «fossé dans notre partie du monde» et a estimé que pour « discuter des connaissances et du statut des femmes aujourd'hui, il est important de savoir ce qu'elles ont gagné et comment ». Le livre a été sélectionné pour le prix de la Quinzaine féministe au Royaume-Uni en 1986. Madame Magazine l'a appelé l'un des vingt livres les plus importants des décennies féministes en 1992[réf. nécessaire]. Ce livre est maintenant considéré comme une introduction classique aux mouvements féministes et est largement utilisé dans les programmes d'études féministes du monde entier. Trente ans après sa publication originale, il a été réédité par Verso Books.
The White Woman's Other Burden, publié en 1995, analyse les actions des femmes blanches qui remettaient en question les rôles de genre définis par l'occupation britannique de l'Asie du Sud. Jayawardena examine spécifiquement le travail d'Annie Besant, Helena Blavatsky, Katherine Mayo, Mirra Richard et Madeleine Slade.
Jayawardena joue un rôle actif dans les organisations de recherche de femmes et les mouvements de défense des droits civiques au Sri Lanka. Elle a fondé la Social Scientists 'Association dans les années 1970 et y était toujours impliquée à l'âge de 85 ans. C'est un groupe d'érudits concernés travaillant sur l'ethnie, le sexe et la caste.

## Publications

### Livres
- The Rise of the Labor Movement in Ceylon, North Carolina, Duke University Press, 1972.
- Feminism and Nationalism in the Third World, Londres, Zed Books, 1986.
- The White Woman's Other Burden: Western Women and South Asia During British Rule, New York, Routledge, 1995.
- (Co-edited with Malathi de Alwis) Embodied Violence Communalising Women's Sexuality in South Asia, Londres, Zed Books, 1996.
- From Nobodies to Somebodies: The Rise of the Bourgeoisie in Sri Lanka, Colombo, Social Scientists' Association, 1998.
- Ethnic and Class Conflict in Sri Lanka: The Emergence of Sinhala-Buddhist Consciousness 1883-1983, Sri Lanka, Sanjiva Books, 2003.
- Erasure of the Euro-Asian, Colombo, Social Scientists' Association, 2007.

### Articles
- « Annie Besant's Many Lives », Frontline, 17 octobre 1997.
- « The Women's Movement in Sri Lanka 1985-1995, A Glance Back Over Ten Years », CENWOR, 1995.
- « Sinhala Buddhism and the 'Daughters of the Soil' », Pravda 1, mai 1992.
- « Some Thoughts on the Left and the 'Woman Question' in South Asia », Promissory Notes, S. Kruks, R. Rapp and M. Young (eds), Monthly Review Press, 1989.
- « The National Question and the Left Movement in Sri Lanka », Facets of Ethnicity, C. Abeysekera and N. Gunasinghe (eds), SSA, 1987.
- « Feminist Consciousness in the Decade 1975-85 », UN Decades for Women—Progress and Achievements of Women in Sri Lanka, CENWOR, 1986.
- « Bhikkus in Revolt », Lanka Guardian, mai-juillet 1979.
- « The Origins of the Left Movement in Sri Lanka », Modern Ceylon Studies 2, 1971, p. 195-221.
- « Economic and Political Factors in the 1915 Riots », Journal of Asian Studies 29, février 1970.
- « Pioneer Rebels among the Colombo Working Class », Young Socialist, novembre 1968.